# Coupe de France 2013/14
De Coupe de France 2013/14 was de 97ste editie van dit voetbalbekertoernooi en stond open voor alle bij de Franse voetbalbond (FFF) aangesloten clubs, inclusief voor clubs uit de Franse overzeese departementen.
Het bekertoernooi omvatte 14 ronden, waarvan de eerste zes in regionaal verband. De clubs van de CFA 2 begonnen op 16 september in de derde ronde aan het toernooi, de clubs van de CFA 1 op 15 september in de vierde ronde, en de clubs van de Championnat National op 29 september in de vijfde ronde. De clubs van de Ligue 2 stroomden in de zevende ronde in, evenals zeven bekerwinnaars van zeven overzeese gebiedsdelen. Vanaf de negende ronde namen de 20 clubs van de Ligue 1 deel aan het toernooi.
Titelverdediger is Girondins de Bordeaux. De bekerwinnaar plaatst zich hiermee tevens voor de groepsfase van de UEFA Europa League 2014/15.

## Uitslagen

### Achtste finales
|                        |             |        |                 |                                                                                    |
| 11 februari 2014 18:30 | Cannes (4)  | 1–0    | Montpellier (1) | Stade Pierre de Coubertin, Cannes Toeschouwers: 4,000 Scheidsrechter: Ruddy Buquet |
| 11 februari 2014 18:30 | Zobiri 119' | Report |                 | Stade Pierre de Coubertin, Cannes Toeschouwers: 4,000 Scheidsrechter: Ruddy Buquet |

|                        |                                                 |     |               |                                                                            |
| 11 februari 2014 20:00 | Angers (2)                                      | 4–2 | CA Bastia (2) | Stade Jean-Bouin, Angers Toeschouwers: 6,401 Scheidsrechter: Olivier Thual |
| 11 februari 2014 20:00 | Ayari 57' Diers 105+2' Yattara 113' Blayac 117' |     | Mba 30', 105' | Stade Jean-Bouin, Angers Toeschouwers: 6,401 Scheidsrechter: Olivier Thual |

|                        |                                            |        |                                         |                                                                                            |
| 11 februari 2014 20:45 | Lille (1)                                  | 3–3    | Caen (2)                                | Stade Pierre-Mauroy, Villeneuve d'Ascq Toeschouwers: 7,000 Scheidsrechter: Lionel Jaffredo |
| 11 februari 2014 20:45 | Rodelin 33' Delaplace 77' Roux 83'         | Report | Koita 14', 29' Rodelin 90+3' (e.d.)     | Stade Pierre-Mauroy, Villeneuve d'Ascq Toeschouwers: 7,000 Scheidsrechter: Lionel Jaffredo |
| 11 februari 2014 20:45 | Strafschoppen                              |        |                                         | Stade Pierre-Mauroy, Villeneuve d'Ascq Toeschouwers: 7,000 Scheidsrechter: Lionel Jaffredo |
| 11 februari 2014 20:45 | Baša Balmont Origi Rodelin Sidibé Rozehnal | 6–5    | Saad Duhamel Calvé Appiah Kodjia Autret | Stade Pierre-Mauroy, Villeneuve d'Ascq Toeschouwers: 7,000 Scheidsrechter: Lionel Jaffredo |

|                        |                |        |                       |                                                             |
| 12 februari 2014 16:45 | Monticello (5) | 0–2    | Guingamp (1)          | Stade François Coty, Ajaccio Scheidsrechter: Antony Gautier |
| 12 februari 2014 16:45 |                | Report | Cerdan 40' Diallo 57' | Stade François Coty, Ajaccio Scheidsrechter: Antony Gautier |

|                        |             |        |            |                                                                                         |
| 12 februari 2014 18:45 | Auxerre (2) | 0–1    | Rennes (1) | Stade de l'Abbé-Deschamps, Auxerre Toeschouwers: 6,968 Scheidsrechter: Alexandre Castro |
| 12 februari 2014 18:45 |             | Report | Kadir 23'  | Stade de l'Abbé-Deschamps, Auxerre Toeschouwers: 6,968 Scheidsrechter: Alexandre Castro |

|                        |                              |     |          |                                                             |
| 12 februari 2014 19:30 | Moulins (4)                  | 3–1 | Sète (5) | Stade Hector Rolland, Moulins Scheidsrechter: Wilfried Bien |
| 12 februari 2014 19:30 | da Silva 43', 53' Burdin 90' |     | Rouve 3' | Stade Hector Rolland, Moulins Scheidsrechter: Wilfried Bien |

|                        |          |        |               |                                                                              |
| 12 februari 2014 20:55 | Nice (1) | 0–1    | Monaco (1)    | Allianz Riviera, Nice Toeschouwers: 20,420 Scheidsrechter: Nicolas Rainville |
| 12 februari 2014 20:55 |          | Report | Berbatov 114' | Allianz Riviera, Nice Toeschouwers: 20,420 Scheidsrechter: Nicolas Rainville |

|                        |           |          |                                  |                                                                            |
| 13 februari 2014 20:45 | Lyon (1)  | 1–2      | Lens (2)                         | Stade de Gerland, Lyon Toeschouwers: 14,703 Scheidsrechter: Clément Turpin |
| 13 februari 2014 20:45 | Briand 9' | (Report) | Valdivia 90+2' (pen.) Gbamin 94' | Stade de Gerland, Lyon Toeschouwers: 14,703 Scheidsrechter: Clément Turpin |

### Kwartfinale
|                     |                             |     |                                             |                                                                                    |
| 25 maart 2014 20:45 | Moulins (4)                 | 0−0 | Angers (2)                                  | Stade Jean Laville, Gueugnon Toeschouwers: 11,950 Scheidsrechter: Alexandre Castro |
| 25 maart 2014 20:45 | Verslag                     |     |                                             | Stade Jean Laville, Gueugnon Toeschouwers: 11,950 Scheidsrechter: Alexandre Castro |
| 25 maart 2014 20:45 | Strafschoppen               |     |                                             | Stade Jean Laville, Gueugnon Toeschouwers: 11,950 Scheidsrechter: Alexandre Castro |
| 25 maart 2014 20:45 | Lobo Rouchon Carmo El Hajri | 2−4 | Eudeline Bouka Moutou Malicki Angoula Ayari | Stade Jean Laville, Gueugnon Toeschouwers: 11,950 Scheidsrechter: Alexandre Castro |

|                     |            |         |                   |                                                                                      |
| 26 maart 2014 18:45 | Cannes (4) | 0−2     | Guingamp (1)      | Stade Pierre de Coubertin, Cannes Toeschouwers: 6,500 Scheidsrechter: Clément Turpin |
| 26 maart 2014 18:45 |            | Verslag | Yatabaré 71', 83' | Stade Pierre de Coubertin, Cannes Toeschouwers: 6,500 Scheidsrechter: Clément Turpin |

|                     |                                                                         |         |          |                                                                           |
| 26 maart 2014 20:55 | Monaco (1)                                                              | 6–0     | Lens (2) | Stade Louis II, Monaco Toeschouwers: 6.000 Scheidsrechter: Benoît Bastien |
| 26 maart 2014 20:55 | Ocampos 17', 67' Berbatov 41' Rivière 54' Fabinho 58' Landré 85' (e.d.) | Verslag |          | Stade Louis II, Monaco Toeschouwers: 6.000 Scheidsrechter: Benoît Bastien |

|                     |                               |     |           |                                                                                           |
| 27 maart 2014 20:45 | Rennes (1)                    | 2–0 | Lille (1) | Stade de la Route de Lorient, Rennes Toeschouwers: 27.849 Scheidsrechter: Laurent Duhamel |
| 27 maart 2014 20:45 | Grosicki 34' Alessandrini 90' |     |           | Stade de la Route de Lorient, Rennes Toeschouwers: 27.849 Scheidsrechter: Laurent Duhamel |

### Halve finale
|                     |                                     |     |                           |                                                                                        |
| 15 april 2014 21:00 | Rennes (1)                          | 3–2 | Angers (2)                | Stade de la Route de Lorient, Rennes Toeschouwers: 28.857 Scheidsrechter: Saïd Ennjimi |
| 15 april 2014 21:00 | Toivonen 5' Grosicki 35' Makoun 48' |     | M. Yattara 2', 89' (pen.) | Stade de la Route de Lorient, Rennes Toeschouwers: 28.857 Scheidsrechter: Saïd Ennjimi |

|                     |                             |     |              |                                                                                  |
| 16 april 2014 21:00 | Guingamp (1)                | 3–1 | Monaco (1)   | Stade du Roudourou, Guingamp Toeschouwers: 15.758 Scheidsrechter: Antony Gautier |
| 16 april 2014 21:00 | Yatabaré 6', 117' Atık 112' |     | Berbatov 36' | Stade du Roudourou, Guingamp Toeschouwers: 15.758 Scheidsrechter: Antony Gautier |

### Finale
|                  |            |                                  |              |                                                                                |
| 3 mei 2014 21:00 | Rennes (1) | 0–2                              | Guingamp (1) | Stade de France, Saint-Denis Toeschouwers: 80.000 Scheidsrechter: Tony Chapron |
| 3 mei 2014 21:00 |            | Martins Pereira 37' Yatabaré 46' |              | Stade de France, Saint-Denis Toeschouwers: 80.000 Scheidsrechter: Tony Chapron |